# گرگ هنشو
گرگ هُنشو (نام علمی: Canis lupus hodophilax) نام یک زیرگونه منقرض‌شده از گونه گرگ است که یک زمانی بومی جزایر هنشو، شیکوکو و کیوشو در مجمع‌الجزایر ژاپن بود.